# Басков, Владимир Иванович
Владимир Иванович Басков (30 января 1924, Гусь-Хрустальный — 3 декабря 1998) — юрист, специалист по прокурорскому надзору; доктор юридических наук (1972), профессор на юридическом факультете МГУ (1987); в период с 1960 по 1965 год являлся заместителем прокурора города Москвы, являлся помощником Генерального прокурора СССР Р. Руденко; кавалер ордена Отечественной войны II степени и «Почетный работник прокуратуры» (1982). Опубликовал более 200 печатных работ, включая двенадцать монографий и учебников.

## Биография
Владимир Басков родился 30 января 1924 года в семье рабочих, проживавшей в городе Гусь-Хрустальный Владимирской области; в 1942 году, после окончания средней школы, он недолго проработал токарем на заводе в городе Ковров. В том же году, достигнув совершеннолетия, он ушёл на фронт Второй мировой войны: участвовал в боевых действиях в составе 58-м пехотного стрелкового полка 1-го Белорусского фронта. После этого он был направлен на обучение во Второе Ростовское военное училище самоходной артиллерии; после окончания училища, в период с 1945 по 1946 год, он служил командиром самоходной установки СУ-100 в составе 5-й танковой бригады. Был награжден орденом Отечественной войны II степени.
После демобилизации из Красной армии, Басков стал студентом Свердловского юридического института; спустя год, в 1947, он перевелся в Московский юридический институт. После получения высшего образования, в 1950 году он начал проходить службу в органах прокуратуры Москвы — занял должность следователя прокуратуры Ленинского района. В 1951 году он стал помощником прокурора Пролетарского района Москвы. В период с 1953 по 1955 год Басков являлся прокурором уголовно-следственного отдела и, одновременно, начальником группы по делам несовершеннолетних прокуратуры Москвы. В 1960 году он стал заместителем прокурора города Москвы — оставался на данном посту пять лет.
В 1963 году Владимир Басков защитил кандидатскую диссертацию и в 1965 он был назначен начальником отдела подготовки и переподготовки кадров, относившемуся к управлению кадров Генеральной прокуратуры СССР — стал помощником Генерального прокурора СССР Романа Руденко. В 1971 году Басков стал первым директором Высших курсов переквалификации руководящих кадров, организованных Прокуратурой СССР и в 1977 году ставших отдельным институтом. В 1974 году он успешно защитил докторскую диссертацию и через год стал профессором на кафедре прокурорского надзора за рассмотрением в судах уголовных дел. В тот период он получил классный чин государственного советника юстиции второго класса; получил звание «Почётный работник прокуратуры» (1982).
В 1987 году Басков перешел на позицию профессора на кафедре уголовного процесса, правосудия и прокурорского надзора, относившейся к юридическому факультету МГУ имени Ломоносова; читал курс лекций и вёл семинары по теме «Прокурорский надзор». Скончался 3 декабря 1998 года.

## Работы
Владимир Басков подготовил восемь кандидатов наук; он опубликовал более двух сотен научных работ — в том числе двенадцать монографий и учебников по вопросам прокурорского надзора, включая «Прокурорский надзор в суде по уголовным делам»:
- «Участие прокурора в суде по уголовным делам» (1968)
- «Конституционные основы прокурорского надзора» (1971)
- «Прокурорский надзор в суде по уголовным делам» (1986)
- «Прокурорский надзор» (два издания, 1995)
- «Процессуальные акты по уголовному судопроизводству» (1996)